# فيفا 07
فيفا 07 (بالإنجليزية: FIFA 07)‏ ، وتسمى في النسخة الأمريكية فيفا 07 سوكر (FIFA 07 Soccer) ، هي لعبة فيديو إلكترونية من نوع رياضة كرة القدم ، صدرت في السوق سنة 2006م ،وهي من تطوير إي آيه كندا ومن نشر شركة إلكترونيك آرتس الأمريكية.